# Jacek Góralski
Jacek Góralski, född 21 september 1992 i Bydgoszcz, är en polsk fotbollsspelare. Han spelar även för Polens landslag.

## Landslagskarriär
Góralski debuterade för Polens landslag den 14 november 2016 i en träningslandskamp mot Slovenien.

## Meriter
Ludogorets
- Bulgarisk ligamästare (2): 2017/2018, 2018/2019
- Bulgarisk supercupmästare (2): 2018, 2019

Qajrat
- Kazakisk ligamästare: 2020